# FATELESS
『FATELESS』（フェイトレス）は、日本のロックバンド・coldrainが2017年10月11日にワーナーミュージック・ジャパンからリリースした、5作目のフルアルバムである。

## 概要
前作『VENA』よりおよそ2年ぶりとなるフルアルバム。プロデューサーにINCUBUSやSLASH、STORY OF THE YEARなども手掛けたMike Elvis Basketteを迎え入れ、フロリダで制作された。
今まではMasatoが中心となってメロディを作っていたが、今回はギターのY.K.Cが中心となって制作された。
「ENVY」「R.I.P.」にはミュージックビデオが製作されたほか、「FEED THE FIRE」はアニメ「王様ゲーム The Animation」のオープニングテーマに起用された。
1CDの通常盤、2CDの初回限定盤の2パターンでリリースされた。初回限定盤には2017年6月22日と23日にわたって名古屋DIAMOND HALLで行われた10周年ツアー『A DECADE IN THE RAIN TOUR-2DAYS LIVE IN NAGOYA-』より、17曲を収録したライブCDを付属。DISC1の内容は全タイプ共通。
メジャーデビューアルバム『Final Destination』から本作に至るまで、オリジナル・フルアルバムは奇数年にリリースされている。

## 記録
初週で10,736枚を売り上げ、10月23日付の週間チャート（オリコン）では8位を記録。前作に引き続きオリコン週間チャートでのトップ10入りを果たした。また、彼らの作品では初めて初動売り上げが1万枚を超えた。

## 収録曲
DISC1
1. ENVY - 3:51
ミュージックビデオの監督はmaxillaが務めた。
2. FEED THE FIRE - 3:56
3. LOST IN FAITH - 3:26
4. BURY ME - 3:54
5. R.I.P. - 4:02
ミュージックビデオは彼らとしては初の演奏シーンがないストーリービデオとなっており(メンバーは出演している)、歌詞の世界観が投影された内容となっている[9]。
6. INSIDE OUT - 3:32
7. STAY - 3:41
8. COLORBLIND - 3:37
本作の制作において一番初めにできた曲。彼らとしては初めて、サビの歌メロを先に作って、アンサンブルを後からつけていくやり方を実践したという[10]。そうした中で、メンバーそれぞれ楽器を持たずにディスカッションしていくことでこのアルバムに対する個々の考えをまとめることが出来たり、それぞれの役割を再確認出来たこともあって、このアルバムの中でもメンバーにとって大事な曲になったという[10]。
9. F.T.T.T - 3:34
Y.K.C曰く「5分でできた曲」。ONE OK ROCKと対バンした時に、楽屋で「ちょっとこんな曲あったらいいなー」って思って、そこですぐに出来た、との事[5]。
また、正式なタイトルはFOR THE THOUSANDTH TIME。これにはY.K.Cの「自分達が何度も何度も繰り返してきたライブハウスでの戦いの歌。coldrainを始めた頃、まだシーンの中に自分達の居場所が無かった頃に迎え入れてくれて、日本のライブハウスのカルチャーを教えてくれて一緒にしのぎを削ってきた。メロコアのバンドたちへの敬意と自分達のルーツミュージックを合わせた曲。」との思いも込められている[10]。
10. UNINVITED - 4:31
アラニス・モリセットのカバー。プロデューサーの「一曲カバー曲を収録しよう」という提案にMasatoがこの曲を提示、満場一致で決まったという[10]。
ミニアルバム『Nothing Lasts Forever』にもステイシー・オリコの「Stuck」というカバー曲が収録され、今回も女性アーティストの曲がカバー曲として採用されたが、これにはMasatoの「女性アーティストだけにある歌の良さから常にインスピレーションを受けている」という事と、「カヴァーをするなら普段はやらないような雰囲気の曲のほうがおもしろいという理由」から[10]。
11. AFTERMATH - 3:51
12. A DECADE IN THE RAIN - 4:09

DISC2(初回限定盤のみ)

『A DECADE IN THE RAIN TOUR-2DAYS LIVE IN NAGOYA-』
1. TO BE ALIVE - 3:41
2. RESCUE ME - 3:23
3. MY ADDICTION - 4:13
4. AFTER DARK - 3:50
5. MISS YOU - 4:21
6. FICTION - 3:53
7. FINAL DESTINATION - 3:51
8. EVOLVE - 3:30
9. RUNAWAY - 3:32
10. FADE AWAY - 3:50
11. PERSONA - 3:38
12. SIX FEET UNDER - 3:47
13. WHOLE - 4:03
14. GONE - 4:20
15. FIRE IN THE SKY - 3:41
16. CARRY ON - 3:59
17. THE REVELATION - 4:56